# St. Johannes Baptist (Beverungen)

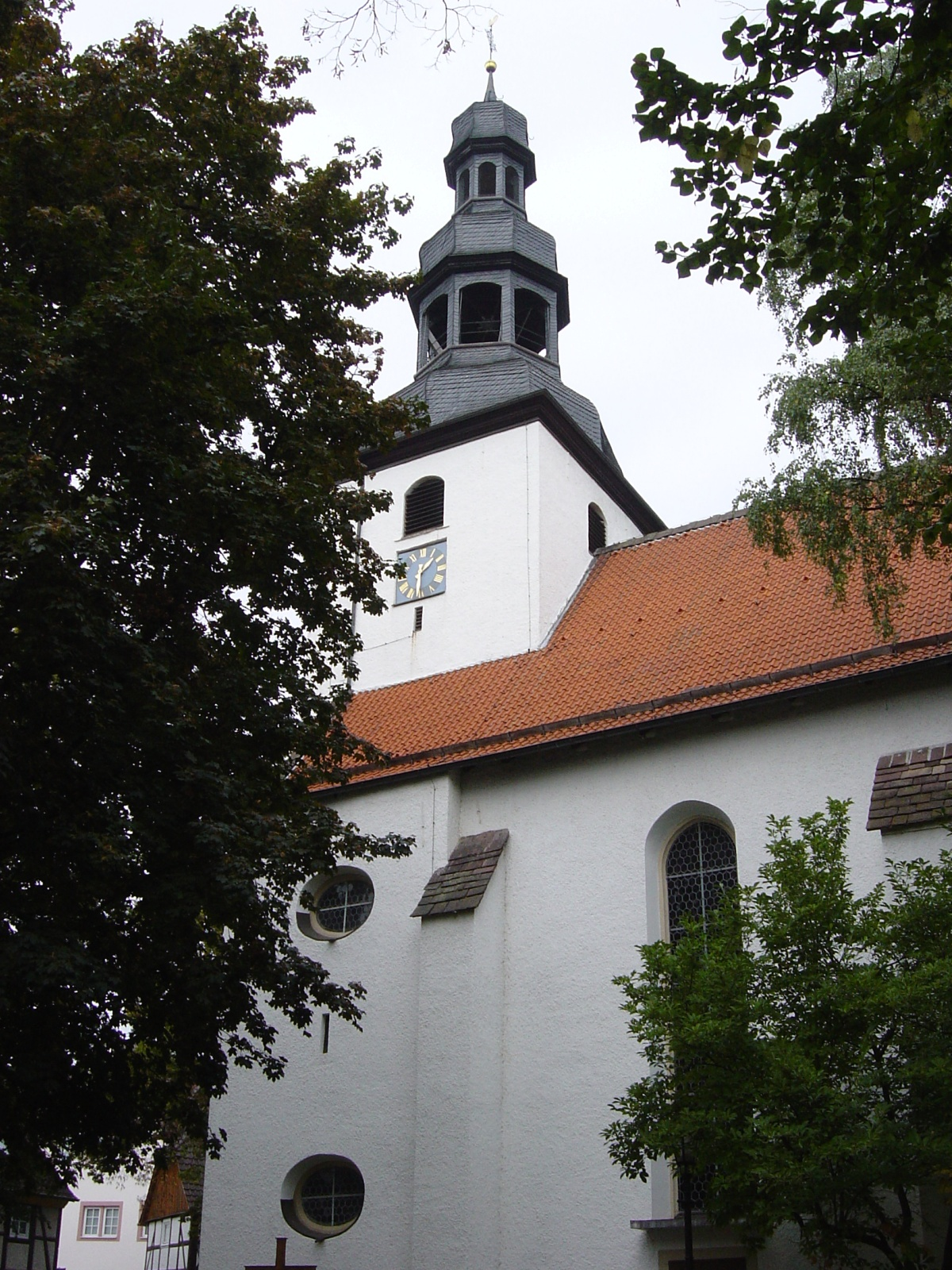
St. Johannes Baptist (Beverungen)

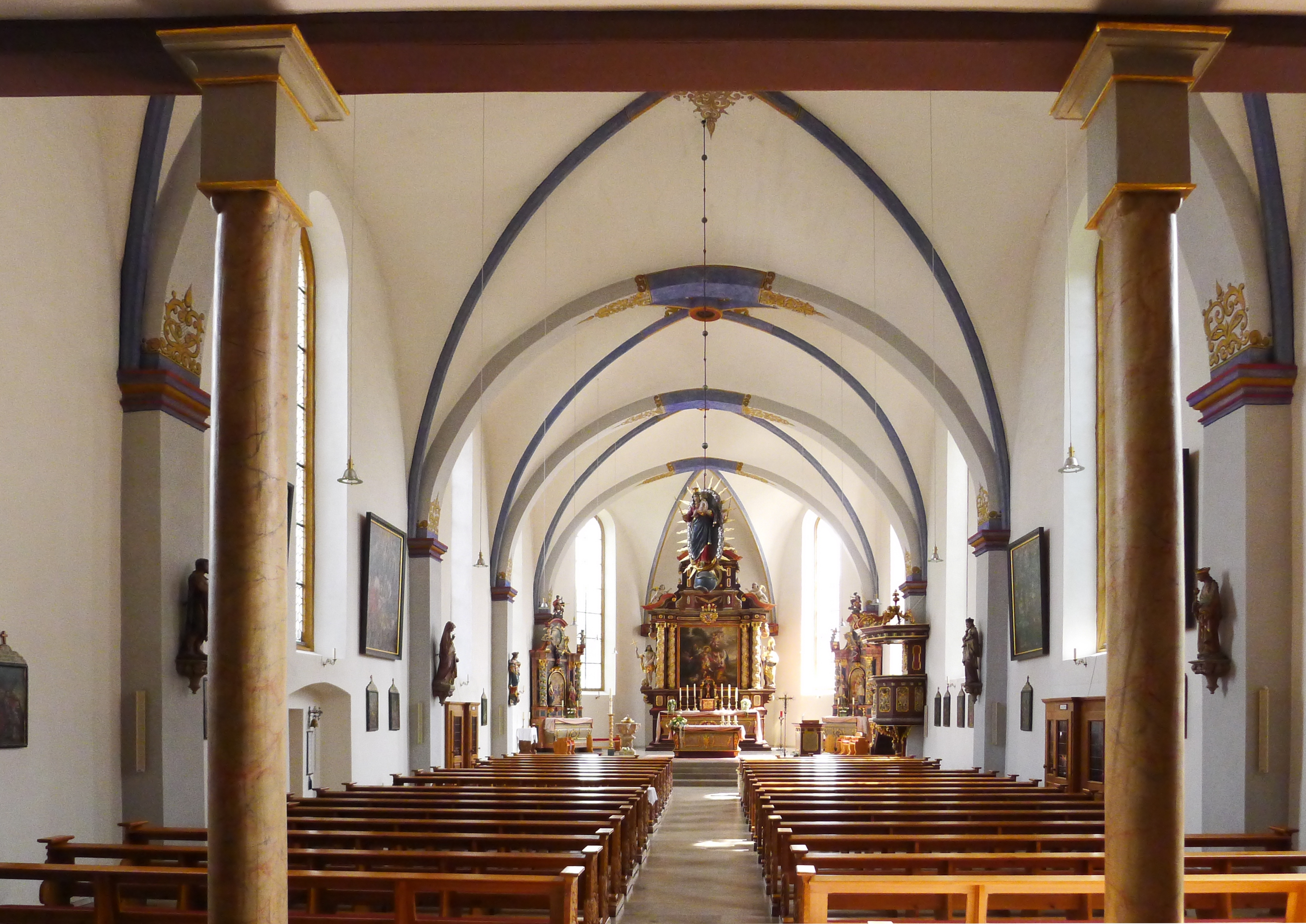
Innenansicht

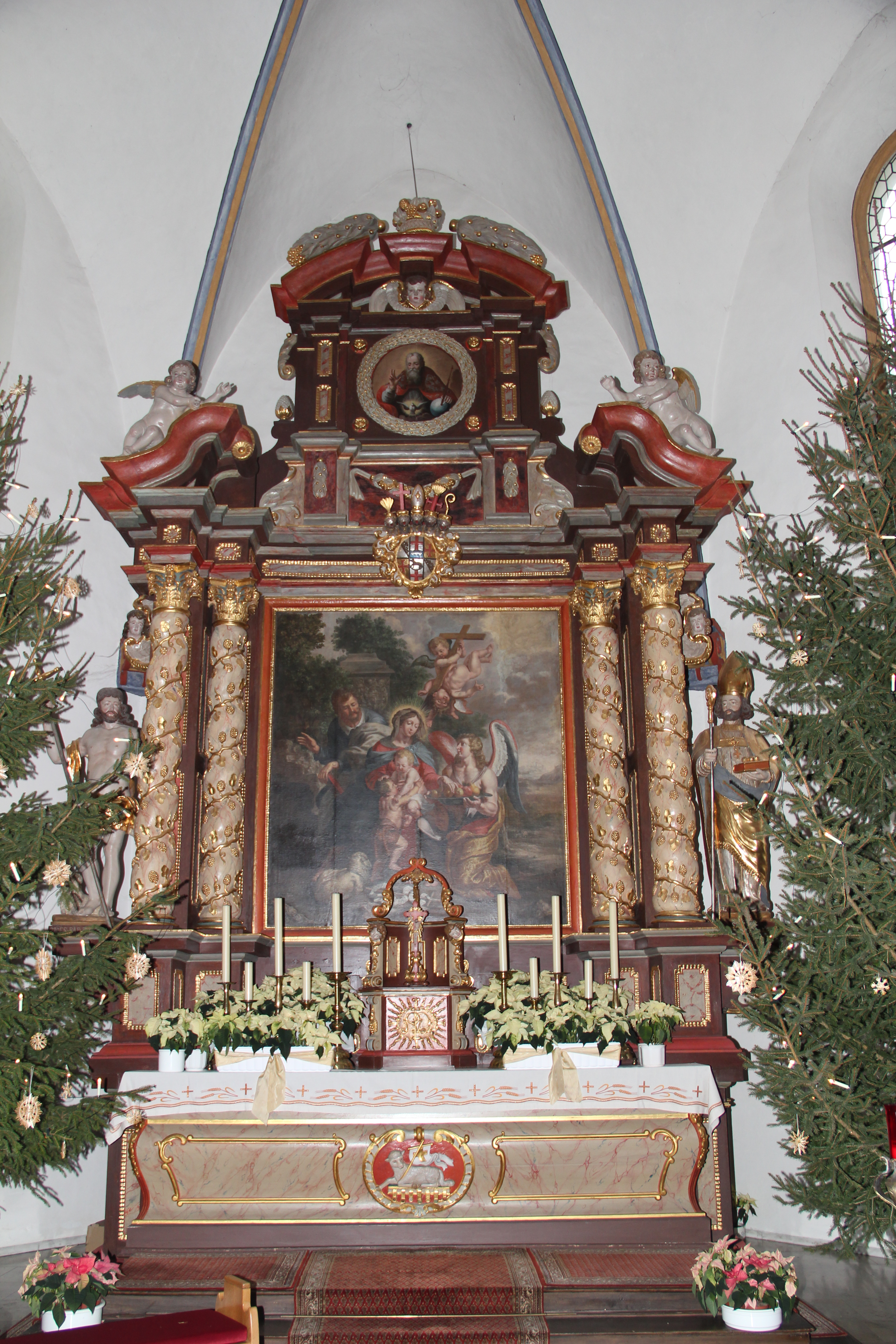
Hochaltar

Die katholische Pfarrkirche St. Johannes Baptist ist ein denkmalgeschütztes Kirchengebäude in Beverungen, einer Stadt im Kreis Höxter in Nordrhein-Westfalen. Sie gehört zur Pfarrei Heiligste Dreifaltigkeit Beverungen im Erzbistum Paderborn.

## Geschichte und Architektur
Die Kirche wurde unter Corveyer Patronat gegründet und gegen Ende des 11. Jahrhunderts erstmals genannt.
Die ursprüngliche Pfarrkirche wurde im Dreißigjährigen Krieg so stark beschädigt, dass sie abgerissen werden musste. An derselben Stelle wurde von 1682 bis 1698 das heutige Bauwerk aus Bruchsteinmauerwerk erbaut. Baumeister waren Marcus und Karl August Weyrather aus Tirol. Das Bauwerk ist eine vierjochige Saalkirche mit dreiseitigem Schluss, leicht spitzbogigen Fenstern und einem eingebauten Westturm, der mit einer hohen gestuften Welschen Haube bekrönt ist. Im Jahr 1893 wurde die Sakristei angebaut, 1966 das Pfarrheim angegliedert und 1971 das Chorjoch und die Apsis eines wohl gewölbten Vorgängerbauwerks aus der zweiten Hälfte des 12. Jahrhunderts ergraben.
In den Jochen mit verschiedener Tiefe sind Kreuzrippen und kräftige Gurtbögen auf rechteckigen Vorlagen mit profilierten Kämpfern als Gliederungen angebracht. Die barocke Fassung wurde 1973 freigelegt und in den Grundzügen wiederhergestellt sowie 1998 überarbeitet. Die Schlusssteine sind mit bischöflichen Wappen versehen, westlich des Ferdinand von Fürstenberg, östlich des Hermann Werner von Wolff-Metternich. Der Chor wurde ursprünglich nur durch Okuli erhellt.

## Ausstattung
Die holzgeschnitzte Ausstattung stammt aus der Erbauungszeit. Der Hochaltar ist ein Ädikula-Retabel mit doppelten Weinrankensäulen, gesprengtem Giebel und Aufsatz aus dem Jahr 1690. Im Jahr 1973 wurde die Originalfassung freigelegt und ergänzt. Seitlich sind die Heiligen Johannes der Täufer und Liborius dargestellt. Das Altarblatt wurde 1681 vom Kirchenmaler Johann Georg Rudolphi aus Paderborn geschaffen. In den Jahren zwischen 1743 und 1755 wurde die Ausstattung durch zwei Seitenaltäre zu einer Dreialtargruppe ergänzt und 1973 die ursprüngliche Marmorierung freigelegt und ergänzt. Aus älterem Bestand stammen die Figuren der Heiligen Liborius, Johannes Nepomuk, Georg und Katharina auf der rechten Seite; auf der linken Seite die Heiligen Martin und Agnes. Die Altarblätter wurden 1940 von Hunstiger geschaffen.
Der marmorne Taufstein ist ein Werk aus der Zeit um 1700. Die Kanzel aus Holz ist auf 1709 datiert. Ein Ölgemälde aus dem 17. Jahrhundert stellt die Heilige Familie mit Anna und Josephs Tod dar, zwei weitere die heilige Katharina (1702) und die heilige Apollonia (1710). Der Kreuzweg mit Ölbildern und Inschriften wurde 1775 von Stanislaus Stegmüller geschaffen. Mehrere hölzerne Figuren zeigen eine Doppelmadonna, die Immaculata und den heiligen Johannes Baptist (18. Jahrhundert) sowie die Unterweisung Mariens, den heiligen Johanns Nepomuk und die heilige Barbara (20. Jahrhundert).
Ein silbervergoldeter Kelch mit Edelsteinen und Emailmedaillons wurde im 18. Jahrhundert gearbeitet.
Die Orgel ist das Werk eines unbekannten Orgelbauers aus der Zeit vor 1700 und besaß ursprünglich zwölf Registern. 1978 erfolgte ein Neubau im historischen Prospekt und eine Erweiterung durch ein stilistisch angepasstes Unterwerk in der Brüstung durch die Firma Westfälischer Orgelbau S. Sauer in Ottbergen mit 27 Registern auf zwei Manualen und Pedal.